# 獨協医科大学病院
獨協医科大学病院（どっきょういかだいがくびょういん、英語: Dokkyo Medical University Hospital）は、栃木県下都賀郡壬生町にある獨協医科大学の附属病院である。当院の理念は「医療倫理の徹底」「高度で良質な医療の提供」「医療の進歩への貢献」「連携医療の構築」「良質な医療人の育成」である。

## 沿革
以下は 獨協医科大学病院｜沿革（2019年11月8日閲覧）を基に記載校正
- 1972年（昭和47年）7月27日：医科大学設置許可
- 1973年（昭和48年）4月23日：医科大学開学式
- 1974年（昭和49年）
  - 4月26日：大学病院開設許可（病床数850床）
  - 7月14日：大学病院開院式
  - 7月17日：大学病院診療開始
- 1978年（昭和53年）7月13日：病床数変更（864床）
- 1979年（昭和54年）
  - 3月30日：大学院設置
  - 8月1日：病床数変更（856床）
- 1981年（昭和56年）9月26日：病床数変更（928床）
- 1982年（昭和57年）
  - 3月29日：病床数変更（976床）
  - 5月9日：病床数変更（980床）
- 1985年（昭和60年）
  - 4月8日：健康管理科設置
  - 4月10日：病床数変更（993床）
- 1986年（昭和61年）7月4日：病床数変更（1,002床）
- 1987年（昭和62年）8月1日：一次救急指定
- 1988年（昭和63年）
  - 4月1日：病床数変更（1,005床）
  - 7月1日：二次救急指定
- 1994年（平成6年）
  - 3月1日：特定機能病院の承認
  - 6月1日：リハビリテーション総合施設承認および臨床工学部設置
  - 1995年（平成7年）6月3日：社団法人日本臓器移植ネットワーク移植施設指定
- 1996年（平成8年）
  - 8月5日：病床数変更（1,105床）
  - 8月8日：新館（新病棟）竣工。修祓式
  - 8月19日：病床数変更（1,155床）
  - 11月29日：災害拠点病院の指定（地域災害医療センター）
  - 12月27日：病床数変更（1,161床）
- 1997年（平成9年）
  - 1月1日：総合周産期母子医療センター設置
  - 11月25日：本館リニューアル工事竣工
- 1998年（平成10年）6月1日：連携医療部設置。
- 1999年（平成11年）
- 1999年（平成11年）
  - 3月17日：オーダリングシステム稼働
  - 4月1日：第一内科を心血管・肺内科、第二内科を消化器内科、第三内科を血液内科、内分泌内科を内分泌代謝内科、アレルギー内科を呼吸器・アレルギー内科に改称
- 2000年（平成12年）

  - 4月1日：治験管理室設置
  - 9月17日：救急患者用ヘリポート設置
- 2001年（平成13年）
  - 1月1日：日本救急医学会認定施設承認
  - 4月1日：事務部医事課を医事保険課、入院課、外来課に組織変更
  - 10月1日：光学医療センター設置（超音波部門・内視鏡部門）
  - 11月1日：救急医療センター設置、麻酔部設置、救急部を時間外救急部に改称
- 2002年（平成14年）
  - 4月1日：救急医療センターを救命救急センターに組織変更
  - 10月1日：医療安全管理部（医療安全対策課、感染防止対策課）設置、臨床研修センター設置
- 2003年（平成15年）
  - 5月15日：病床数変更（1,167床）
  - 7月1日：入院医療費包括評価制度（DPC）導入
  - 11月17日：財団法人日本医療機能評価機構 病院機能評価認定
  - 12月5日：栃木県脳卒中地域拠点医療機関指定
- 2004年（平成16年）4月1日：とちぎ子ども医療センター設置
- 2005年（平成17年）
  - 3月1日：ポジトロン断層法（PET）センター設置
  - 5月31日：肺移植実施施設認定
  - 9月20日：新オーダリングシステム稼動
  - 10月1日：睡眠医療部設置
- 2006年（平成18年）
  - 1月30日：老人性痴呆疾患センターを老人性認知症センターに改称
  - 4月1日：医療情報センター設置
  - 10月1日：腫瘍センター設置
  - 11月1日：入院会計クレジットカード払い運用開始
- 2007年（平成19年）
  - 1月31日：地域がん診療連携拠点病院指定
  - 4月1日：光学医療センターを消化器内視鏡センター、呼吸器内視鏡センター、超音波センターに組織変更
  - 6月1日：病院敷地内全面禁煙措置施行
  - 10月15日：外来系電子カルテシステム本稼動
- 2008年（平成20年）
  - 3月5日：病棟系電子カルテシステム本稼動
  - 4月1日：事務部栄養課を中央部門栄養部に組織変更
  - 10月1日：睡眠医療部を睡眠医療センターに改称
  - 12月15日：財団法人日本医療機能評価機構 病院機能評価認定（Ver.5.0）修得
- 2009年（平成21年）
  - 4月1日：老人性認知症センターを認知症疾患医療センターに改称
  - 6月1日：心血管・肺内科を心臓・血管内科に改称
  - 7月1日：耳鼻咽喉科を耳鼻咽喉・頭頸部外科に改称
  - 11月1日：栃木県DMAT指定病院の指定
- 2010年（平成22年）
  - 1月20日：栃木県ドクターヘリ運航開始（基地病院）
  - 4月1日：地域がん診療連携拠点病院指定。血液内科を血液・腫瘍内科に改称。胸部外科を廃止し、心臓・血管外科、呼吸器外科を設置
  - 11月1日：臨床検査医学を感染制御・臨床検査医学に改称
- 2011年（平成23年）
  - 4月1日：ハートセンター、リウマチセンター設置。医療安全推進課を医療安全推進センターに改称。感染防止対策課を感染制御センターに改称。臨床検査部を臨床検査センターに改称。女性医師支援センター設置。
  - 7月1日：ドクターヘリ広域連携運用開始（茨城県・栃木県・群馬県）。排泄機能センター設置
  - 9月1日：乳腺センター設置
  - 11月1日：形成外科を形成外科・美容外科に改称
- 2012年（平成24年）
  - 3月16日：ドクターヘリ1,000回出動達成
  - 4月1日：前立腺センター、再生医療センター、放射線治療センター設置
- 2013年（平成25年）
  - 4月1日：連携医療部・医療相談部を統合し、地域医療連携センターを設置。循環器内科を循環器・腎臓内科に改称
  - 7月2日：栃木県内初の両側生体肺葉移植手術実施
  - 9月24日：栃木県内初の埋込型補助人工心臓（非拍動流型）手術実施
  - 11月29日：北京大学深圳医院との相互交流協定書の締結
- 2014年（平成26年）
  - 1月20日：新自動支払機運用開始（領収書・明細対応型）
  - 3月4日：「とちまるネット[6]」日光医療センターとの運用開始
  - 3月26日：新型インフルエンザ等対策特別措置法に基づく指定地方公共機関指定
  - 4月1日：救急科を標榜
  - 7月1日：生活保護法等による指定医療機関の更新
  - 11月1日：血液浄化センター設置（透析部を改称）
- 2015年（平成27年）3月31日：教育医療棟（新棟）竣工。
- 2016年 （平成28年）
  - 4月1日：「とちまるネット」他医療機関への情報開示拡大（放射線画像）。総合診療科、乳腺科、リウマチ・膠原病内科設置。総合診療教育センター設置。臨床遺伝診療室設置
  - 4月15日：台北医学大学雙和醫院との連携協定書の締結
  - 6月1日：放射線治療品質管理室設置
- 2017年（平成29年）
  - 3月1日：臨床研究支援センター設置（治験管理室を改称）
  - 4月1日：歯科、小児歯科、矯正歯科を標榜
- 2018年（平成30年）
  - 3月31日：総合診療教育センター廃止
  - 4月1日：医療法施行規則の一部改正に伴う既存病床数の変更（一般病床：1,153床）。脳卒中センター設置
  - 4月3日：バースセンター（院内助産所）開設
  - 5月1日：糖尿病センター設置
  - 6月1日：ロボット手術支援センター設置
  - 7月1日：腫瘍センター内に、がんゲノム診療支援室を設置。地域医療連携センターを地域連携・患者サポートセンターに改称
  - 8月1日：アレルギーセンター設置
  - 10月1日：神経内科を脳神経内科に改称
- 2019年（平成31年/令和元年）
  - 4月1日：心臓・血管内科を心臓・血管内科／循環器内科、循環器・腎臓内科を腎臓・高血圧内科に改称
  - 7月1日：腫瘍センターを総合がん診療センターに改称
- 2020年（令和2年）
  - 4月1日 外来診察における処方薬を、院内処方から診療科別に段階的に院外処方へ変更

## 診療科
- 心臓・血管内科/循環器内科[1]
- 消化器内科[1]
- 血液・腫瘍内科[1]
- 腎臓・高血圧内科[1]
- 脳神経内科[1]
- 内分泌代謝内科[1]
- 呼吸器・アレルギー内科[1]
- リウマチ・膠原病内科[1]
- 精神神経科[1]
- 皮膚科[1]
- 小児科[1]
- 放射線科[1]
- 健康管理科[1]
- 総合診療科[1]
- 第一外科[1]
- 第二外科[1]
- 脳神経外科[1]
- 呼吸器外科[1]
- 心臓・血管外科[1]
- 整形外科[1]
- 泌尿器科[1]
- 眼科[1]
- 耳鼻咽喉・頭頸部外科[1]
- 産科婦人科[1]
- 口腔外科[1]
- リハビリテーション科[1]
- 形成外科・美容外科[1]
- 乳腺科[1]
- 排泄機能センター[1]

中央部門
- 認知症疾患医療センター[1]
- 総合周産期母子医療センター[1]
- とちぎ子ども医療センター[1]
- 消化器内視鏡センター[1]
- 呼吸器内視鏡センター[1]
- 超音波センター[1]
- 救命救急センター（集中治療室）[7]
- PETセンター[1]
- 総合がん診療センター[1]
- 睡眠医療センター[1]
- ハートセンター[1]
- リウマチセンター[1]
- 臨床検査センター[1]
- 乳腺科（乳腺センター）[8]
- 前立腺センター[1]
- 再生医療センター[1]
- 放射線治療センター[1]
- 血液浄化センター[1]
- 脳卒中センター[1]
- 糖尿病センター[1]
- ロボット手術支援センター[1]
- アレルギーセンター[1]
- 放射線部[1]
- 病理部 [1]
- 手術部[1]
- 麻酔部（ペインクリニック）[1]
- 診療記録管理部[1]
- 時間外救急部[1]
- 材料部[1]
- 輸血部[1]
- 臨床工学部[1]
- 栄養部[1]
- 臨床遺伝診療室[1]
- 放射線治療品質管理室[1]
- 肝疾患相談室[1]

診療協働部門
- 薬剤部[1]
- 看護部[1]
- 事務部[1]
- 医療安全推進センター[1]
- 感染制御センター[1]
- 臨床研究管理センター[1]
- 臨床研修センター[1]
- 医療情報センター[1]
- 女性医師支援センター[1]
- 地域連携・患者サポートセンター[1]
- 経営情報分析室[1]

## 医療機関の指定等

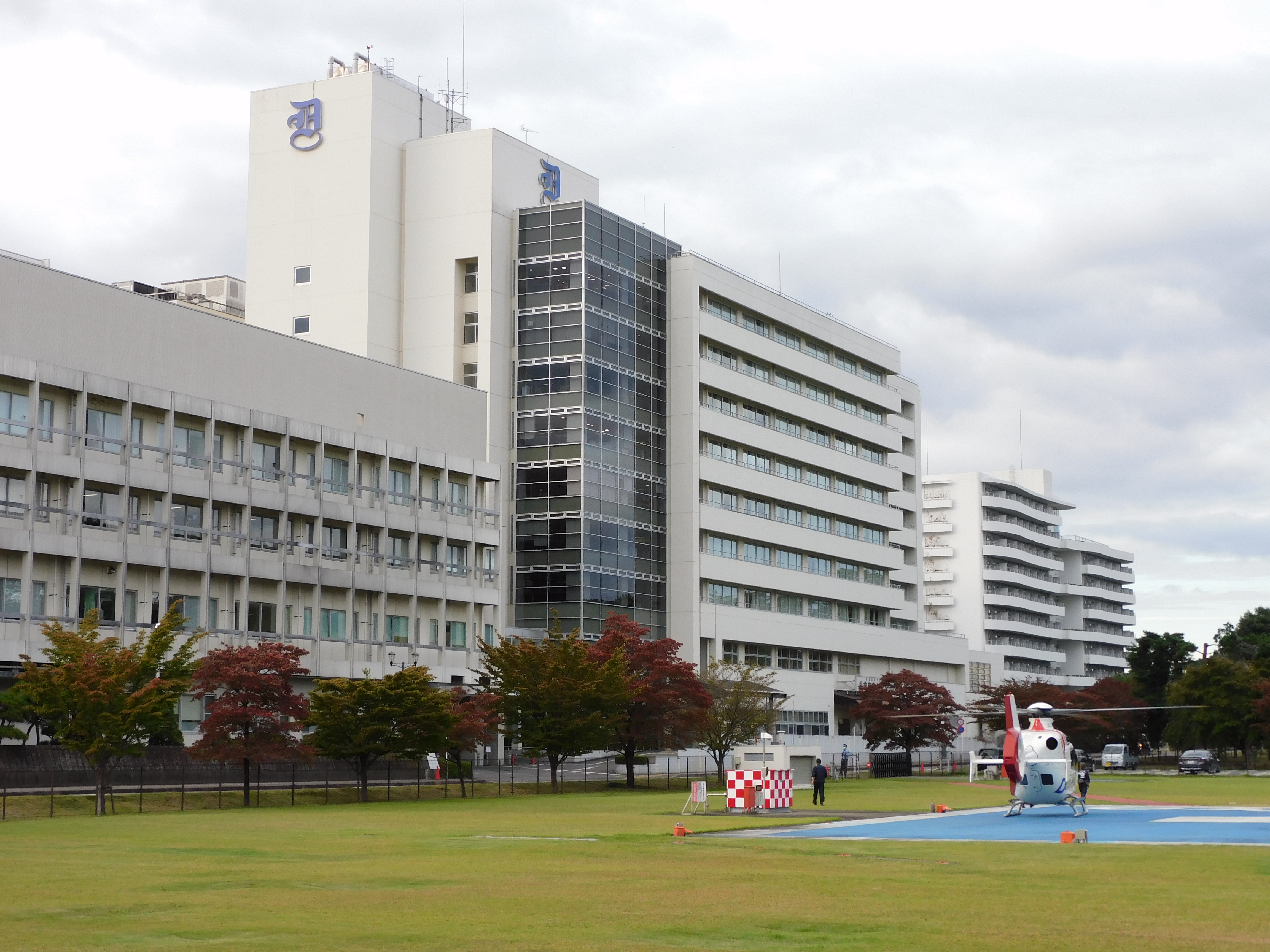
獨協医科大学病院とドクターヘリ

| 栃木県肝疾患診療連携拠点病院    | 特定機能病院の名称承認          |
| 地域がん診療連携拠点病院指定    | 栃木県脳卒中地域拠点医療機関    |
| エイズ治療拠点病院              | 地域型認知症疾患医療センター    |
| 救命救急センター（3次救急医療） | 病院群輪番制病院（2次救急医療） |
| DMAT指定医療機関                | 臓器移植登録施設（肺・腎臓）    |
| 栃木県ドクターヘリ基地病院      |                                 |

## 交通アクセス
病院公式サイト アクセス も参照
- 東武線利用
  - 東武鉄道宇都宮線「おもちゃのまち駅」下車 徒歩10分
  - 関東自動車おもちゃのまち駅・獨協医大病院「獨協医大病院前」下車すぐ
- JR線利用
  - JR東日本宇都宮線石橋駅 タクシーで15分
  - 石橋駅 広域連携バスゆうがおバス おもちゃのまち駅経由獨協医科大学病院行 終点下車
- 高速道路
  - 北関東自動車道「壬生IC」から3分
  - 東北自動車道「鹿沼IC」から20分

## 医療事故
- 2019年9月 - 肝臓がんの手術後に入院していた男性患者（76歳）が、手術から数日後、胆汁が漏れる症状が現れたため、担当医らは腹部をCT検査した後、治療を進める方針を決めた。しかしCT検査を複数の別の患者が受けていたため方針を変更。先に治療を進めた結果、成功したためCT検査の必要がなくなったという。医師がCT検査の中止を看護師に指示したが、他の医師らには伝わっていなかった。CT検査で造影剤が投与された後、その造影剤でアナフィラキシーショック（急性アレルギー反応）を起こし男性の容体は急変し呼吸停止などの症状が現れた。病院側は治療を続けたが、男性は10月下旬に多臓器不全で死亡した。病院長は「再発防止に向け、病院全体で改善の取り組みを徹底する」とコメント。再発防止策として、CT検査などに関する承諾書に医師がアレルギー反応を確認する項目を設けたほか、電子カルテのシステム変更も検討しているとした[9]。